# Depresión en animales

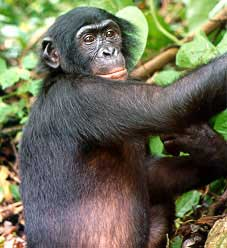
Los primates son los animales en los que se detecta con mayor facilidad la depresión debido a su parecido al hombre.

La depresión en animales es el bajo estado de ánimo, temporal o permanente, que sufren los animales similar al que padecen los humanos.

## Fisiología
Una gran parte de los científicos creen que los mamíferos tienen un sistema básico cerebral para las emociones similar al de los humanos. Es por ello que la comprensión de la depresión en los animales puede ayudar a combatirla mejor en las personas.

## Síntomas
Ante la incapacidad de los animales de comunicarse de la misma forma que los humanos, la depresión en animales se estudia de otro modo, principalmente mediante la observación. Entre los métodos más utilizados se encuentran:
- el grado de interés por sus alimentos preferidos;
- la motivación por la actividad sexual;
- las relaciones sociales;
- el sueño;
- o su forma de actuar ante situaciones estresantes.

## Algunos grupos seleccionados

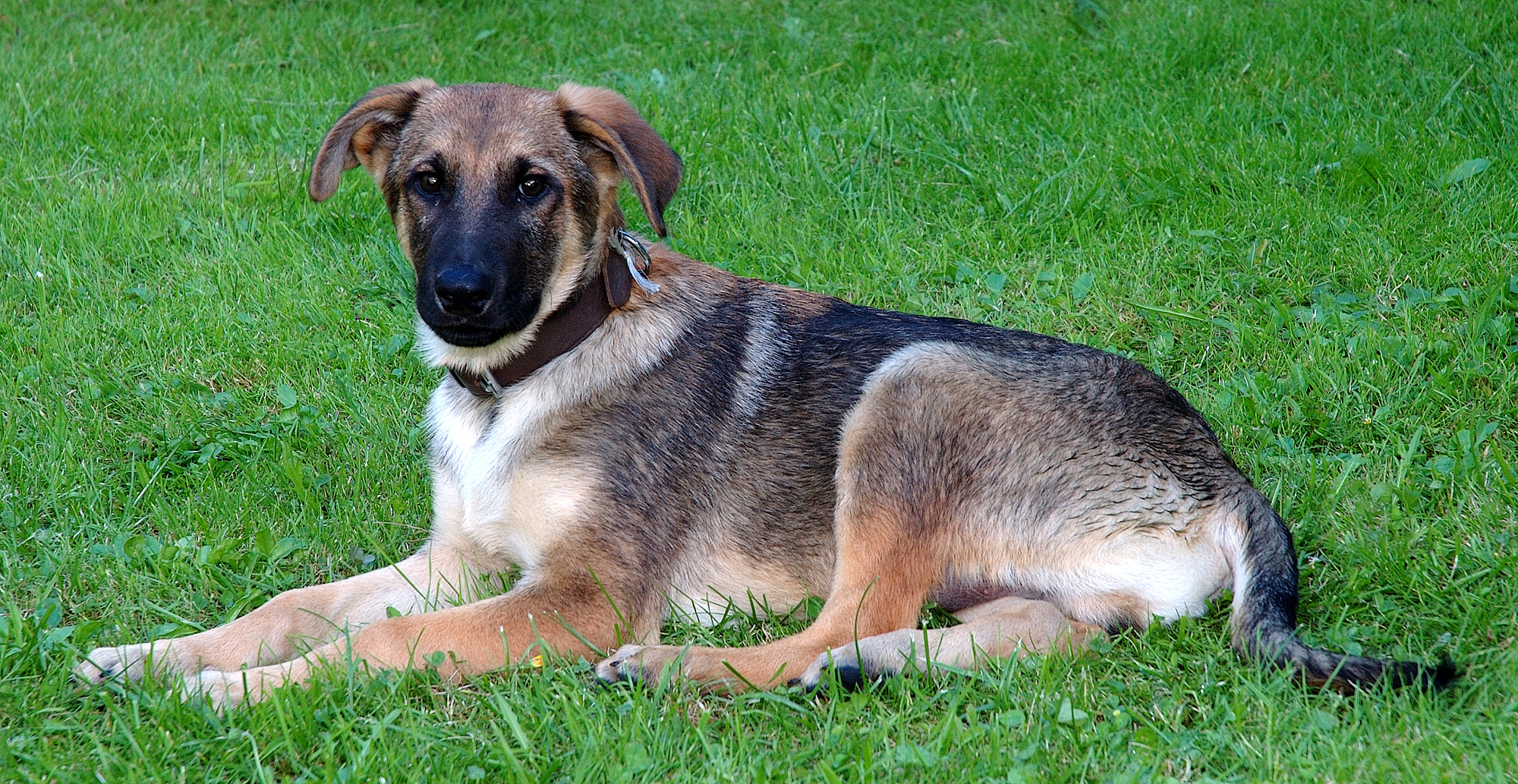
La depresión en los perros es tratada con antidepresivos.

### Primates
Los primates son los animales en los que se detecta con mayor facilidad la depresión. Estos primos genéticos de los humanos han sido de los primeros en ser diagnosticados. La paradoja es que su cautiverio es a la vez la causa de su depresión y la oportunidad para estudiar su comportamiento y fisiología asociados a este trastorno.
Un primate deprimido muestra comportamientos tales como inactividad, mirada perdida, estereotipias y anorexia. También puede presentar mutilaciones, calvas o signos de pelea con sus congéneres. Incluso, se han documentado casos de intentos de suicidio.
En libertad también se han registrado eventos depresivos en primates, pero suelen ir unidos a situaciones vitales estresantes, como el duelo por la muerte de un ser querido. Ligados a estas vivencias se han evidenciado casos también de trastorno por estrés postraumático y trastornos de ansiedad.

### Perros
Los perros conviven con el humano desde hace siglos, por lo que ya existía un bagaje de conocimiento acerca de su emocionalidad. Por suerte, en la actualidad hay aún más concienciación respecto a su salud mental.
Los canes deprimidos exhiben comportamientos como la apatía, anorexia y falta de acicalamiento. Es importante hacer un buen diagnóstico, pues las depresiones caninas suelen ir de la mano con la ansiedad: un ejemplar puede tener conductas agresivas y nerviosas —como rascados excesivos u otras estereotipias— y aun así sufrir depresión

### Gatos
Los gatos son especialmente sensibles a la ansiedad y es posible que junto con esta padezcan una depresión. Los felinos son más propensos que los perros a exhibir comportamientos de aletargamiento. Algunos de ellos son los siguientes:
- Falta de apetito.
- No acicalarse.
- No querer jugar.
- Esconderse la mayor parte del tiempo.
- Dormir demasiado o a horas inusuales.

### Delfines y otroscetáceos
Los delfines explotados para el entretenimiento humano también son una fuente de evidencias de comportamientos depresivos. Acostumbrados a vivir en grandes grupos y recorrer largas distancias diarias, el aislamiento social, los problemas de salud derivados de vivir en una piscina y la falta de enriquecimiento ambiental acaban por deteriorar su salud mental.
Es común observar a los delfines nadar de forma errática, golpearse contra las paredes del acuario, perder el apetito o quedarse inmóviles y apáticos cuando están deprimidos. Muchas veces, las lesiones derivadas de golpearse contra las paredes acaban en la muerte del animal, por lo que se baraja la idea de que estos mamíferos sean capaces de suicidarse.

## Tratamiento
Si la situación anímica supone una limitación en las actividades habituales del animal, o una disminución de su capacidad funcional normal, se considera adecuada la instauración de un tratamiento. El fin del tratamiento es el de mejorar la situación anímica, así como restaurar un adecuado funcionamiento de las capacidades. 
Los veterinarios son los que tienen competencias en recetar medicamentos en animales. Existen también psiquiatras especializados en animales. 
Entre los antidepresivos más utilizados para las mascotas como perros o gatos destaca Prozac, un antidepresivo de la clase Inhibidor Selectivo de la Recaptación de Serotonina (ISRS) usado en humanos. Los trastornos obsesivo-compulsivos y de agresividad asociados a la depresión de los animales también son tratados con Prozac. 
La ansiedad provocada por la separación de la mascota de su dueño es tratada con Reconcile. Tanto Prozac como Reconcile tienen como principio activo la fluoxetina. En Estados Unidos unos 700.000 perros toman antidepresivos. En el caso de los animales salvajes se utilizan antidepresivos mucho más potentes para revertir sus problemas de comportamiento.